# Kim Butterfield
Kimberley "Kim" Butterfield, es un personaje ficticio de la serie de televisión Hollyoaks, interpretada por la actriz Daisy Wood-Davis del 7 de octubre del 2014 hasta el 18 de octubre del 2018.

## Biografía
Kim aparece por primera vez el 7 de octubre de 2014 cuando entra a la casa de los Roscoe y es descubierta por su hermana mayor Lindsey Butterfield, mientras platican Kim le revela a Lindsey que ahora es abiertamente lesbiana después de haberse sentido atraída por Jodie Foster en “Silence of the Lambs”, lo que la deja impactada.
Cuando Lindsey descubre que Kim había empezado a trabajar como enfermera en el mismo hospital en el que ella trabajaba se frustra, sin embargo más tarde cuando Kim, Lindsey y otros residentes y pacientes del hospital son secuestrados por el criminal Robert "Big Bob" Gupta y este amenaza con dispararle a Kim varias veces cuando ella intenta atender a varias de las personas que habían resultado heridas, Lindsey cambia de opinión sobre tener a su hermana cerca.
Poco después cuando Kim descubre que Esther Bloom también es lesbiana, comienza a salir con ella, poco después cuando se entera de que Esther iba a ser madre sustituta para el bebé que querían Grace Black y Trevor Royle, lo acepta ya que estaba enamorada de ella, lo que molesta a Grace, ya que no quería que nadie distrajera a Esther. 
Kim y Grace continúan su pelea, ya que ambas intentan pasar tiempo con Esther, lo que ocasiona que finalmente Grace golpee en la cara a Kim. Poco después cuando Kim descubre que Lindsey estaba teniendo una aventura con Freddie Roscoe, el hermano menor de su prometido Joe Roscoe se molesta; sin embargo cuando descubre que Freddie era sospechoso del “supuesto” asesinato de Mercedes McQueen decide darle a la policía una falsa coartada por el bien de su hermana.
Mientras platica con Grace en la oficina del "The Loft", Kim descubre un cuchillo manchado de sangre y cree que este había sido usado para apuñalar y matar a Mercedes. Cuando Kim confía en Grace y le cuenta que creía que Freddie había matado a Mercedes, ella convence a Kim de retirar su declaración, sin embargo esto causa que su relación con Lindsey se vea afectada y llena de hostilidades, y cuando Kim intenta alejar a su sobrino JJ Roscoe de Freddie, Lindsey molesta la empuja y le dice que ya no es parte de su familia.
Más tarde se descubre que Mercedes en realidad estaba viva y viviendo en Francia y que junto a Grace habían armado un plan para incriminar a Freddie, ya que Grace quería vengarse de él por haber matado a su padre, Fraser Black, todo lo sucedido ocasiona que Lindsey decidiera huir de Hollyoaks con Freddie y JJ y llama a Kim para decirle ayuda, cuando Joe la confronta sobre el paradero de Lindsey y su hijo Kim le miente. Esther le presta dinero a Kim para que le dé a Lindsey, sin embargo cuando se encuentra con ellos y se despide de su hermana, Joe llega y se lleva a JJ, y Lindsey y Freddie se van, y cuando su hermana regresa a Hollyoaks queda encantada.
Con el fin de pasar más tiempo con Esther, Kim decide mudarse con ella, Grace, Trevor y Dylan Jenkins. Sin embargo las cosas comienzan a ponerse tensas cuando durante una discusión entre Kim y Grace terminan besándose apasionadamente, esto ocasiona que Kim comience a desarrollar una fuerte obsesión por Grace.
Durante el cumpleaños de Trevor, Kim le revela Nancy Hayton, la nueva novia de Joe, que años atrás ella y Joe se habían acostado durante la noche de la fiesta de compromiso de Lindsey y Joe lo que había resultado en que Kim terminará embarazada y que Joe la había forzado a abortar al bebé. Sin embargo cuando Nancy confronta a Joe, descubre que lo que Kim le había dicho era mentira y que ella había desarrollado una obsesión hacia él y que cuando él se había negado a acostarse con ella, Kim lo había amenazado con suicidarse, también le revela que él había pensado que se había acostado con Lindsey y que solo se dio cuenta del error hasta la mañana siguiente y que solo había convencido a Kim de terminar el embarazo para que no arruinará su vida por su obsesión hacia él.
Cuando Grace es arrestada por el asesinato de Mercedes, a propósito Kim lanza un ladrillo al auto de un oficial de policía para que la arrestaran por vandalismo y pudiera pasar tiempo con Grace en su celda, cuando es liberada le dice a Trevor que Grace no quiere verlo más cuando en realidad Grace le había dicho que ella estaba desesperada por verlo.
Al descubrir todo esto sobre Kim, Nancy se preocupa por el bienestar de Esther y le cuenta sobre su obsesión con Joe y que su actitud obsesiva podría estar resurgiendo ya que había estado pasando mucho tiempo con Trevor. Molesta Esther decide terminar con Kim y termina gritándole en la calle revelándole a Lindsey y Freddie que ella se había acostado con Joe. Al día siguiente Kim intenta disculparse con Esther y Lindsey, pero cuando Lindsey es hostil hacia ella acude a Esther para platicar, quien le permite regresar a vivir con ella pero no sin antes pedirle que pase por un detector de mentiras, el cual revela que Kim estaba enamorada de Esther y que solo había hecho lo que había pasado con Joe porque estaba celosa de él y Lindsey.
Poco después Kim es suspendida del hospital cuando descubre que Lindsey les había dicho sobre su comportamiento obsesivo. Molesta va a ver a Lindsey y la amenaza con revelar un secreto relacionado con su otra hermana y gemela de Kim, Kath Butterfield, sin embargo Lindsey le advierte a Kim que se mantenga alejada de ella y su familia. A pesar de esto Kim sigue chantajeando a Lindsey para que le den su trabajo de vuelta y luego le revela que se siente culpable por no ir a visitar a Kath.
Poco después cuando Kim es interrogada por el hospital, Lindsey descubre el diario de Kim con fotos y escritos sobre Grace, y se da cuenta de que Kim había desarrollado otra obsesión pero ahora con Grace, cuando Lindsey la confronta Kim se enfada y se va. 
Luego se revela que Kim había mantenido el contacto con Kath y que la iba a visitar a la casa donde la cuidaban después de que Kath sufriera un daño cerebral durante una edad temprana. Cuando Kim se entera de que Lindsey había movido a Kath a un nuevo hogar se enfurece y deja su trabajo a mitad del turno para buscarla, Kim comienza a destruir el cuarto en donde Kath estaba anteriormente antes de que la policía sea llamada, cuando se da cuenta de que puede estar cerca de Grace siendo violenta, Kim abofetea a uno de los oficiales de la policía, es arrestada, y enviada a la misma prisión en donde Grace se encontraba, ahí comparte celda con Reenie McQueen y cuando descubre que ella está siendo agresiva con Grace, decide vengarse y le pone laxantes en su bebida, la cual tiene una mala reacción y ocasiona que Reenie sea enviada al hospital en donde se recupera.
Durante una plática con Grace, se vuelven a besar y terminan acostándose, cuando Grace obliga a Kim a buscar a un abogado para que la saque de la prisión se molesta. Posteriormente cuando Miriam Andrews muere súbitamente en el hospital, Kim es interrogada pero luego es liberada.
En el día de la boda de Lindsey y Freddie, Kim es una de las damas, sin embargo cuando ve a Grace por la ventana del “The Loft” inventa una excusa para ir a verla al club. Cuando la encuentra Grace le advierte que no le diga nada a Trevor sobre la vez que durmieron juntos, sin embargo cuando Kim ve a Trevor subiendo las escaleras le revela que ella y Grace se habían acostado, lo que ocasiona que Trevor y Dylan se vayan del apartamento y que Esther termine nuevamente su relación con Kim, enfadada Grace le dice a Kim que arruinó su vida y le apunta con una pistola, Kim le ruega que no le dispare y para su sorpresa Grace se va en busca de Freddie.
Poco después ese mismo día Kim le advierte a Lindsey que Grace quiere matar a Freddie. Grace encuentra a Freddie en el estacionamiento del “The Dog” y le apunta, sin embargo en el lugar también están Lindsey, Joe, Trevor, Mercedes McQueen y Darren Osborne. Trevor logra convencer a Grace de bajar el arma y cuando se la da él la avienta, sin embargo Joe la toma y le apunta a Freddie recriminándole por haberle robado a Lindsey, sin embargo antes de que suceda algo Mercedes logra empujar a Joe y el disparo parece no darle a nadie. Trevor amenaza a todos con no revelar lo sucedido, sin embargo sin que ninguno lo supiera el disparo le había dado a Phoebe McQueen, quien se encontraba trabajando tarde en el garaje, después de que la bala viajara a través de la ventana y le diera.
Después de que Dylan es golpeado por un auto, Kim es asignada como su enfermera y cuando lo ayuda a quitarse las ropas ensangrentadas queda confundida al ver que Dylan estaba usando ropa de mujer, Kim comienza a burlarse de él lo que ocasiona que Dylan se ponga a la defensiva.
Poco después cuando va a visitar a Esther comienza a llorar y le cuenta sobre su hermana Kath, la pareja se reconcilia y reconstruyen su relación, sin embargo cuando las cosas parecen empezar a ir mal nuevamente, Grace ayuda a Kim a obtener de nuevo el respeto de Esther. Grace inventa un plan y cuando le dice a Esther que Kim fue golpeada por un coche Esther entra en pánico, sin embargo el plan no sale tan bien, ya que, cuando Grace le dice que había inventado todo Esther furiosa le dice que no va a darle el bebé, Esther admite sus sentimientos hacia Kim. Cuando Grace se encuentra con Kim le pide que la ayude a convencer a Esther de darles al bebé de nuevo, pero Kim se niega y duramente le dice que ella no debería tener hijos y poco después borra el número de Grace de su celular.
Sin embargo su obsesión por Grace regresa cuando es internada en el hospital luego de que se electrocutara en el "The Loft", luego va al departamento de Grace y se mete en su computadora hackeando la cámara.
El 18 de octubre del 2018 Kim se fue de Hollyoaks y se dio a la fuga luego de echarse la culpa de la muerte de Glenn Donovan, quien había muerto luego de que en su bebida le pusieran cloruro de potasio.